# ایستگاه متروی سبلان
ایستگاه متروی سبلان، یکی از ایستگاه‌های متروی تهران است که در چهار راه نظام آباد تهران منطقه ۸ و ۷ (مابین خیابان‌های سبلان شمالی و سبلان جنوبی) واقع شده است. این ایستگاه در خط دو مترو تهران قرار دارد.

## مشخصات
ایستگاه متروی سبلان که هم‌زمان با ایستگاه دروازه شمیران در تیر ۱۳۸۵ افتتاح شد، در عمق ۳۱ متری زمین و در تقاطع خیابان‌های مدنی و سبلان (چهارراه نظام‌آباد) جای گرفته است. این ایستگاه با مساحت ۳ هزار و ۳۰۴ مترمربع، دارای ۳ ورودی فعال، ۵ دستگاه پله‌برقی، ۴ گیت ورودی و ۴ گیت خروجی است و به‌طور میانگین روزانه ۱۲ هزار مسافر از آن استفاده می‌کنند.

## خطوط حمل و نقل عمومی
از خطوط اتوبوسرانی عبوری از مجاور این ایستگاه خطوط ذیل می‌باشد:
- خط اتوبوس ۲۱۱ از خیابان معلم به میدان بهارستان در مسیر خیابان معلم -گوهری- خ. قدوسی- سبلان شمالی- متروی سبلان - خیابان شهید مدنی- خ. خواجه نصیر- خ شهید نامجو- خ انقلاب - دوربرگردان پل روشندلان - خ انقلاب- خ بهارستان - م. بهارستان
- خط ۲۱۲ از پایانه شهید بهشتی به میدان شهناز در مسیر خیابان مفتح - خ. مطهری - خ. معلم - خ. گوهری - خ. قدوسی - سبلان شمالی - متروی سبلان - خ. سبلان جنوبی- خ. دماوند
- خط اتوبوس ۳۱۲ از میدان قیام به میدان رسالت در مسیر جنب پارک کوثر-م قیام-خ مولوی-خ سیروس-سید رضی-خ مردم-ژاله-خ بهارستان-م ابن سینا-انقلاب- خیابان شهید مدنی- متروی سبلان - ادامه خیابان مدنی - جانبازان شرقی-م هلال احمر-خ جانبازان-خ مدنی- م رسالت[۲]